# Georgina Hale
Pour les articles homonymes, voir Hale.
Georgina Hole, née le 4 août 1943 à Ilford (Grand Londres) et morte le 4 janvier 2024, est une actrice britannique, connue sous le nom de scène de Georgina Hale.

## Biographie

### Origines et formations
Georgina Hole naît le 4 août 1943, à Ilford.

### Vie privée
Georgina Hale meurt le 4 janvier 2024 à l’âge de 80 ans.

## Carrière d’actrice

### Théâtre
Active au théâtre dès le milieu des années 1960, Georgina Hale a été formée à la Royal Academy of Dramatic Art, dont elle sort diplômée en 1965. Elle joue notamment dans La Comédie des erreurs de William Shakespeare (Royal Shakespeare Theatre de Stratford-upon-Avon, 1965, avec Ian Richardson), La Mouette d'Anton Tchekhov (Derby Playhouse, 1976, avec Alan Bates et Robert Flemyng), Conférence au sommet de Robert David MacDonald (Lyric Theatre de Londres, 1982, avec Glenda Jackson et Gary Oldman), ou encore The Guardsman de Ferenc Molnár (Albery Theatre de Londres, 2000, avec Greta Scacchi).

### Cinéma
Au cinéma, après un petit rôle non crédité dans un film de 1963, ses deux films suivants sortis en 1971 sont Les Diables (avec Vanessa Redgrave et Oliver Reed) et The Boy Friend (avec Twiggy et Christopher Gable) de Ken Russell. Elle retrouve ce réalisateur par la suite, notamment sur le tournage de Mahler (1974), où son interprétation d'Alma Mahler (aux côtés de Robert Powell personnifiant Gustav Mahler) lui permet de gagner en 1975 le British Academy Film Award du meilleur nouveau venu dans un rôle principal.
Parmi ses vingt-deux autres films (majoritairement britanniques ou en coproduction, le dernier à ce jour sorti en 2015), citons Le Voyage des damnés de Stuart Rosenberg (1976, avec Faye Dunaway et Oskar Werner), Castaway de Nicolas Roeg (1986, avec Oliver Reed et Amanda Donohoe) et Preaching to the Perverted de Stuart Urban (1997, avec Guinevere Turner et Christien Anholt).

### Télévision
À la télévision britannique, Georgina Hale apparaît à ce jour dans cinquante-huit séries entre 1965 et 2016, dont Poigne de fer et séduction (un épisode, 1974), Doctor Who (épisode The Happiness Patrol, 1988) et Scotland Yard, crimes sur la Tamise (un épisode, 2002).
S'ajoutent dix téléfilms disséminés de 1973 à 2007, dont L'Île au trésor de Ken Russell (1995), libre adaptation du roman éponyme de Robert Louis Stevenson.

## Théâtre (sélection)
(pièces jouées à Londres, sauf mention contraire)
- 1965 : La Comédie des erreurs (The Comedy of Errors) de William Shakespeare (Stratford-upon-Avon)
- 1976 : La Mouette (The Seagull) d'Anton Tchekhov (Derby)
- 1981-1982 : Steaming de Nell Dunn
- 1982 : Conférence au sommet (Summit Conference) de Robert David MacDonald
- 1984-1985 : Phèdre de Jean Racine
- 1997 : Life Support de Simon Gray
- 2000 : The Guardsman (A testör) de Ferenc Molnár[Note 1]
- 2001 : Semi-Monde de Noël Coward

## Filmographie partielle

### Cinéma
- 1971 : Les Diables (The Devils) de Ken Russell : « Philippe »
- 1971 : The Boy Friend de Ken Russell : Fay
- 1972 : Eagle in a Cage de Fielder Cook : Betty Balcombe
- 1974 : Mahler de Ken Russell : Alma Mahler
- 1976 : Le Voyage des damnés (Voyage of the Damned) de Stuart Rosenberg : Lotte Schulman
- 1980 : Les Yeux de la forêt (The Watcher in the Woods) de John Hough : Mme Aylwood jeune
- 1981 : La Maîtresse du lieutenant français (The French Lieutenant's Woman) de Karel Reisz : une actrice invitée à la fête
- 1986 : Castaway de Nicolas Roeg : Sœur Sainte Margaret
- 1997 : Preaching to the Perverted de Stuart Urban : Mlle Wilderspin
- 2002 : AKA de Duncan Roy : Élizabeth de Lituanie
- 2012 : Cockneys vs Zombies de Matthias Hoene : Doreen

### Télévision

#### Séries
- 1972 : La Légende des Strauss (The Strauss Family), mini-série, épisode 7 Lili de David Giles : Lili Dietrich
- 1974 : Poigne de fer et séduction (The Protectors), saison 2, épisode 19 Le Tueur (Shadbolt) de John Hough : la fille
- 1975 : Maîtres et Valets (Upstairs, Downstairs, première série), saison 5, épisode 6 An Old Flame : Violet Marshall
- 1980 : La Maison de tous les cauchemars (Hammer House of Horror), saison unique, épisode 13 L'Empreinte du diable (The Mark of Satan) : Stella
- 1988 : Doctor Who (première série), saison 25, épisode 2 The Happiness Patrol (1re, 2e et 3e parties) de Chris Clough : Daisy K.
- 2002 : Scotland Yard, crimes sur la Tamise (Trial & Retribution), saison 5, épisode 1 Épreuve insurmontable (1re partie) : Tammy Delaney

#### Téléfilms
- 1973 : A.D.A.M. de Michael Lindsay-Hogg : Jean Empson
- 1974 : Occupations de Michael Lindsay-Hogg : Polya
- 1989 : Murder on the Moon de Michael Lindsay-Hogg : Allison Quinney
- 1994 : The Honeymoon's Over de John Birkin : Norma
- 1995 : L'Île au trésor (Treasure Island) de Ken Russell : la mère

## Récompense
- 1975 : British Academy Film Award du meilleur nouveau venu dans un rôle principal gagné pour Mahler.

## Note et référence

### Note
1. ↑  Cette pièce a été adaptée au cinéma en 1931 sous le même titre anglais (The Guardsman).